# بليغ حمدي
بليغ عبد الحميد حمدي مرسي (7 أكتوبر 1931 – 12 سبتمبر 1993) هو ملحن ومغني وموسيقار مصري، يعتبر أحد أبرز الموسيقيين المصريين والعرب. ألف ولحن العديد من الأغاني الناجحة للعديد من المطربين العرب، خاصة خلال فترة الستينيات والسبعينيات، كما وضع الموسيقى التصويرية لمجموعة مهمة من الأفلام والمسرحيات والمسلسلات التليفزيونية والإذاعية.لحن أشهر أغاني المغنية وردة الجزائرية والتي تزوج منها لاحقًا.
بدأ مسيرته الموسيقية كمغني لكنه سرعان ما تحول إلى التلحين، ولاقت ألحانه قبولاً جيدًا في منتصف الخمسينيات. في أواخر الخمسينيات، غنت أم كلثوم المشهورة آنذاك أغنية (حب إيه) التي كانت من ألحانه وحققت نجاحًا كبيرًا. ومن بين النجاحات الغنائية الأخرى لبليغ حمدي أغنية (ليه لأ) التي غنتها فايدة كامل، وأغنية (ما تحبنيش بالشكل ده) التي تؤديها فايزة أحمد، وأغنية (تخونوه) من أداء عبد الحليم حافظ. على مدى العقدين التاليين، كان إلى حد بعيد أحد الملحنين الأكثر شعبية ونجاحًا وإنتاجًا، ليس فقط في مصر ولكن في المنطقة العربية بأكملها.

## النشأة
ولد بليغ حمدي في 7 أكتوبر 1931 في حي شبرا بمدينة القاهرة، كان والده أستاذًا لمادة الفيزياء بجامعة فؤاد الأول (حاليًا: جامعة القاهرة). كان بليغ شغوقًا بالموسيقى منذ سن صغيرة، فأتقن العزف على العود وهو في التاسعة من العمر. في سن الثانية عشر حاول الالتحاق بمعهد فؤاد الأول للموسيقى إلا أن سنه الصغير حال دون ذلك. التحق بمدرسة شبرا الثانوية، في الوقت الذي كان يدرس فيه أصول الموسيقى في مدرسة عبد الحفيظ إمام للموسيقى الشرقية، ثم تتلمذ بعد ذلك على يد درويش الحريري وتعرف من خلاله على الموشحات العربية. التحق بليغ بكلية الحقوق، وفي نفس الوقت التحق بشكل أكاديمي بمعهد فؤاد الأول للموسيقى (حاليًا: المعهد العالي للموسيقى العربية).

## بداياته الفنية
أقنع السيد محمد حسن الشجاعي مستشار الإذاعة المصرية وقتها بليغ حمدي باحتراف الغناء، وبالفعل سجل بليغ للإذاعة أربع أغنيات. لكن تفكيره كان متجها صوب التلحين وبالفعل لحن أغنيتين لفايدة كامل هما (ليه لأ / ليه فاتني ليه) تبعتها أغنية ما (تحبنيش بالشكل ده) لفايزة أحمد. توطدت علاقته بالفنان الموسيقار محمد فوزي، الذي أعطاه فرصة التلحين لكبار المطربين والمطربات من خلال شركة (مصر فون) التي كان يملكها، وفي عام 1957 قدم أول ألحانه لعبد الحليم حافظ (تخونوه).

## أعماله الموسيقية
تترواح نتاجات بليغ حمدي اللحنية ما بين الشعبية الرومانسية والوطنية الحماسية، لكننا يمكننا اعتبار الإسهام الأساسي الذي قدمه بليغ في الموسيقى هو إيصال الموسيقى والإيقاعات الشعبية المصرية بطريقة تتناسب مع أصوات المغنين الكبار أمثال أم كلثوم، وعبد الحليم حافظ،
وردة وشادية، وغيرهم كما اشتهر بليغ بسهولة وبساطة ألحانه، الأمر الذي يجعل أي متذوق للموسيقى قادر على التفرقة بين موسيقاه وأي موسيقى أخرى يستمع إليها.
لحن بليغ جميع الألوان الغنائية من رومانسية أو شعبية أو وطنية أو القصائد أو حتى ابتهالات دينية مثل مجموعة ألحانه للشيخ (سيد النقشبندي) وأشهرها (مولاي)، إضافة إلى أغاني الأطفال مثل أغنية (انا عندي بغبغان) وأغانٍ أخرى في مسلسل أوراق الورد للفنانة وردة.
في صيف عام 2019، قدمت قناة الجزيرة الوثائقية سلسلة حكاية أغنية، والتي حوت عددًا من الأغاني الناجحة، أو المؤثرة، وكان من ضمنها أربع أغانٍ من تلحين بليغ حمدي، ألا وهي: «مولاي إني ببابك»، و«بودعك»، و«عدوية»، و«قولوا لعين الشمس».

### بليغ حمدي وأم كلثوم
كان الفنان محمد فوزي هو من قدم بليغ حمدي لأم كلثوم. فقد كانت أم كلثوم تريد أن تخرج أو أن تتحرر قليلًا من اللون السنباطي. ففي إحدى الأمسيات اصطحبه الموسيقار محمد فوزي إلى أمسية في بيت الدكتور زكي سويدان، أحد أمهر الأطباء في ذلك الوقت، وكانت أم كلثوم على رأس المدعوين، وقام محمد فوزي بتعريف بليغ حمدي لأم كلثوم، وأكد لها أنه ملحن رائع، ثم طلب منه أن يغني لها من ألحانه، فغنى «حب آيه». ثم فوجئ بأم كلثوم تجلس على الأرض إلى جواره وسط ذهول الجميع، وطلبت منه أن يزورها في اليوم التالي، وعندما ذهب إليها طلبت أن تسمع الأغنية كاملة. ليشاء القدر وتغني أم كلثوم أغنية (حب إيه) في ديسمبر 1960 وتحقق نجاحا ساحقا.
وفيما يلي قائمة بالأعمال التي لحنها بليغ حمدي لأم كلثوم:
1. ديسمبر 1960 أغنية حب إيه من كلمات عبد الوهاب محمد
2. ديسمبر 1961 أغنية أنساك من كلمات مأمون الشناوي (كان مقررا أن يقوم الموسيقار محمد فوزي بتلحين أغنية أنساك وكان بليغ في زيارة لأستاذه ومعلمه (محمد فوزي) وقام فوزي لمقابلة أحد الضيوف وترك بليغ يقرأ كلمات أغنية أنساك التي أعجبت بليغ تماما وأخذ العود وبدأ يدندن ولما عاد فوزي كان بليغ انتهى من تلحين الأغنية واعتذر بليغ لفوزي عن تلحينه للأغنيه فقام الموسيقار والإنسان الرائع محمد فوزي بالاتصال بكوكب الشرق قائلا لها بالحرف الواحد (بليغ قام بتلحين الأغنية أفضل مني) وتنازل لبليغ عن اللحن رغم أن التلحين لأم كلثوم كان إحدى أمنيات محمد فوزي ورحل دون تحقيق هذه الأمنية
3. ديسمبر 1962 أغنية ظلمنا الحب من كلمات عبد الوهاب محمد
4. ديسمبر 1963 أغنية كل ليلة وكل يوم من كلمات مأمون الشناوي
5. ديسمبر 1964 أغنية سيرة الحب وهي من أحب ما لحن بليغ لأم كلثوم ويقال أنه وهو على فراش المرض أخذ العود وأخذ يدندن بسيرة الحب وهي من كلمات مرسي جميل عزيز
6. يوليو 1965 أغنية بعيد عنك من كلمات مأمون الشناوي
7. فبراير 1967 أغنية فات الميعاد من كلمات مرسي جميل عزيز
8. يونيو 1967 أغنية إنّا فدائيون أو سقط القناع من كلمات عبد الفتاح مصطفى
9. 1969 أغنية ألف ليلة وليلة
10. يناير 1971 أغنية الحب كله من كلمات أحمد شفيق كامل
11. فبراير 1973 أغنية حَكَم علينا الهوى وهي آخر ما غنت أم كلثوم وكانت من كلمات عبد الوهاب محمد

### بليغ حمدي وعبد الحليم حافظ
قدم لعبد الحليم حافظ مجموعة من أروع الألحان منذ نهاية الخمسينيات وحتى منتصف السبعينات منها:
1. 1957 تخونوه كلمات إسماعيل الحبروك من فيلم الوسادة الخالية.
2. 1957 خساره كلمات مأمون الشناوي من فيلم فتى أحلامي.
3. 1961 خايف مره أحب كلمات مأمون الشناوي من فيلم يوم من عمري.
4. أعز الناس كلمات مرسي جميل عزيز.
5. سوّاح كلمات محمد حمزة.
6. على حسب وداد قلبي كلمات صلاح أبو سالم.
7. التوبة كلمات عبد الرحمن الأبنودي.
8. جانا الهوى كلمات محمد حمزة.. (أعاد غنائها في فيلم أبي فوق الشجرة).
9. 1967 عدَّى النهار أو (موال النهار) كلمات عبد الرحمن الأبنودي.
10. 1967 المسيح كلمات عبد الرحمن الأبنودي.
11. 1968 البندقية اتكلمت (بلدي) كلمات محسن الخياط.
12. 1968 فدائي كلمات محمد حمزة.
13. 1969 الهوى هوايا أو (أحضان الحبايب) كلمات عبد الرحمن الأبنودي.. (فيلم أبي فوق الشجرة).
14. موعود كلمات محمد حمزة.
15. 1970 زي الهوا كلمات محمد حمزة.
16. مداح القمر كلمات محمد حمزة.
17. حاول تفتكرني كلمات محمد حمزة.
18. 1973 ماشي الطريق كلمات محمد حمزة (المسلسل الإذاعي: أرجوك لا تفهمني بسرعة).
19. 1973 بَحلم بيوم كلمات محمد حمزة (المسلسل الإذاعي: أرجوك لا تفهمني بسرعة).
20. 1973 عاش اللي قال كلمات محمد حمزة.
21. الماء والخضرة كلمات مرسي جميل عزيز.
22. قومي يا مصر كلمات عبد الرحيم منصور.
23. مصر يا بلادي كلمات عبد الرحيم منصور.
24. الفجر لاح كلمات مرسي جميل عزيز.
25. أرضنا الخضرا كلمات محمد حمزة.
26. الجزائر كلمات كمال منصور.
27. يا ليالي محدش خالي كلمات محمد حمزه.
28. 1974 أي دمعة حزن لا كلمات محمد حمزة.
29. حبيبتي.. من تكون؟ كلمات خالد بن سعود.

ومما أشيع عن أعمال بليغ حمدي مع الفنان عبد الحليم حافظ مثلاً، أن أغنية (عاش اللي قال) قد قام عبد الحليم حافظ بـ تلحين نصفها مع أنه قال أنه لا يلحن وليس عنده موهبة التلحين، إلا أن الشاعر محمد حمزة نفى ذلك.
ومما أشيع أيضاً أن أغنية (حبيبتي من تكون) لم يكتب لها أن تعرض على خشبة المسرح، حيث مات حليم قبل غناء هذه الأغنية فقام بليغ حمدي بإضافة المقدمة الموسيقية للأغنية وتم تسجيلها وإذاعتها بعد رحيل عبد الحليم.

### بليغ حمديووردة الجزائرية
كان بليغ قد تزوج السيدة (أمنية طحيمر) لكن لم يستمر الزواج سوى عام واحد، وبعدها بحوالي عشر سنوات قام بليغ بالزواج من وردة وتم الزواج في منزل الراقصة نجوى فؤاد التي كانت تقوم في نفس الوقت بعقد قرانها، فطلب بليغ من وردة الزواج وتم عقد القران في نفس الوقت، وتم الزواج عام 1972 بعد قصة حب. قدم لها العديد من الأغاني البارزة في مشوارها الفني. وتعتبر وردة أكثر من لحن لها بليغ في مسيرته.
من أهم ما غنت وردة لبليغ حمدي:
1. العيون السود كلمات: محمد حمزة
2. خليك هنا كلمات: محمد حمزة
3. حكايتي مع الزمان كلمات: محمد حمزة
4. دندنة كلمات:- عبد الوهاب محمد
5. بودعك كلمات: بليغ حمدي
6. لو سألوك كلمات:- عبدالرحيم منصور
7. اسمعوني كلمات:- سيد مرسي
8. اشتروني كلمات:- سيد مرسي
9. مالي وأنا كلمات:- محمد حمزة
10. عايزة معجزة كلمات:- عبد الوهاب محمد
11. دار يا دار كلمات:- حسين السيد
12. وحشتوني كلمات:- سيد مرسي
13. حنين كلمات: عبد الوهاب محمد
14. ولاد الحلال كلمات: سيد مرسي
15. احضنوا الأيام كلمات: سيد مرسي
16. والله يا مصر زمان كلمات: سيد مرسي
17. بدوب في الهوا كلمات: حسين السيد
18. يا نخلتين في العلالي كلمات: صالح جودت من فيلم «ألمظ وعبده الحامولي» عام 1962
19. أحبك فوق ما تتصور كلمات: علي مهدي
20. من بين ألوف كلمات: منصور الشادي
21. ليالينا كلمات: سيد مرسي
22. ليل يا ليالي كلمات: محمد حمزة
23. على الربابة كلمات: عبد الرحيم منصور 1973
24. عجبي على دنيا كلمات: بليغ حمدي
25. ومالو كلمات: محمد حمزة
26. مسا النور والهنا كلمات: عبد الوهاب محمد

وقد كانا ناجحين في أعمالهما المشتركة لعبقرية بليغ في الألحان وذكاء وردة في الغناء. كما استكمل أغنية (كلمة عتاب) التي غنتها وردة من ألحان الموسيقار فريد الأطرش الذي توفي قبل استكمال اللحن فطلب ورثة فريد من بليغ استكمال اللحن.

### بليغ حمدي وشادية
تعاون بليغ مع الفنانة شادية في عدة أعمال خالدة تنوعت ما بين أعمال فلكلورية وعاطفية ووطنية، منها/ (والنبي وحشتنا / أنا عندي مشكلة / عالي / أسمر وطيب يا عنب / زفه البرتقال / الحنة / قولوا لعين الشمس / عطشان يا صبايا / خلاص مسافر / والله يا زمن / يا حبيبتى يا مصر / أدخلوها سالمين / آخر ليلة/ لا لينا أهالي / خدني معاك / مكسوفه) والأغنية الأشهر في تاريخ شادية (يا أسمراني اللون) من الفلكلور الشامي كما قام بتلحين أغاني فيلم (شيء من الخوف) لشادية، وقدم في هذا الفيلم أجمل ألحانه المعبرة عن صعيد مصر وأشهرها أغنية (ياعيني ع الوله). كما لحن بليغ لشادية جميع أغاني واسكتشات مسرحيتها ريا وسكينة، ولحّن لها أيضا جميع أغاني فيلم أضواء المدينة مع أحمد مظهر وجورج سيدهم.

### بليغ حمدي ونجاة
تعاون بليغ أيضا مع الفنانة نجاة وقدم لها عدة أغاني منها:
- أنا بستناك
- كل شيء راح
- الطير المسافر
- سلم علي
- ليلة من الليالي
- حلاوة الحب
- نسي
- سكة العاشقين
- قصتنا
- وحدية
- سهران يا قمر
- موش هاين أودعك
- سمعته
- في وسط الطريق
- موكب حب
- حبك الجبار

ولكن تكاد تكون أشهر هذه الأغاني أغنية (أنا بستناك)
.

### بليغ حمدي وصباح
و كان للفنانة صباح نصيب كبير أيضا من ألحان الموسيقار بليغ حمدي، ومن تلك الأغاني:
- عاشقة وغلبانة
- يانا يانا
- زي العسل
- جاني وطلب السماح
- أمورتي الحلوة
- كل حب وأنت طيب
- شمس الشموس يا صبوحة

### بليغ حمدي ومحمد رشدي
وقدم الموسيقار بليغ حمدي مجموعة من الألحان للمطرب محمد رشدي استطاع بها أن يصنع الكثير من شهرته ونجاحه ومنها:
- أغنية طاير يا هوى من كلمات محمد حمزة.
- على الرملة من كلمات محمد حمزة.
- ما على العاشق املاك/ الأسمراني من كلمات عبد الرحيم منصور.
- بياع القناديل من كلمات محمد حمزة.
- ميتا أشوفك كلمات محمد حمزة.
- عدوية من كلمات عبد الرحمن الأبنودي.
- سالمة يا سلامة كلمات صلاح أبو سالم
- يا عيني على الولد كلمات محمد حمزة.

### بليغ حمدي وسميرة سعيد
تعتبر سميرة سعيد من أكثر مطربات جيلها غناءً من ألحان بليغ. أول أغنية قدمها بليغ لها كانت أغنية (زي البحر حبيبي) في ألبوم بقى ده اسمه كلام سنة 1978
و في عام 1979 م قدمت معه ألبومان: الأول كان ألبوم ((أحلام الأميرة)) يحتوي هذا الألبوم على 5 أغان هي:
- مساء الجمـال
- انتظار
- أحلام الأميرة
- بـكـره
- جوه البيوت

والثاني ألبوم ((خلاص حبينا)) يحتوي على 5 أغانٍ هي:
- خلاص حبينا
- دوارة السنين
- نبتدي الحكاية
- قالو عنا كتير
- مناديل الوداع

ومن أشهر الأغاني التي غنتها سميرة من ألحان بليغ ((علمناه الحب)) من كلمات الشاعر عبد الوهاب محمد قدمتها في حفل شم النسيم سنة 1982 وأغنية ((كتر الكلام)) 1983 كلمات الشاعر سيد مرسي
وقدمت مع بليغ ألبوم ((توهـــه)) في عام 1980
من أغاني الألبوم ((بنلف))وهي من كلماته و (الله يا سيدي)) و ((آه يالموني)) و ((صعيدي ولا بحيري))
وأيضاً قدمت ألبوم ((ماليش عنوان)) سنة 1979 وأغاني الألبوم كانت و ((سيداتي سادتي)) و ((ماليش عنوان)) و ((أتراهم يذكرونه))و ((أسمر ملك روحي)) وقدمت معه أغنية ((ليلة الأنس)) في عام 1980 م
وقدمت دويتو مع الفنان محمد ثروت من ألحان بليغ حمدي في عام 1978 ((عزيزة ويونس وأغنية خسارة الكلام))
وقدمت أغنية ((سارقين النوم)) من ألحان بليغ في سنة 1979 سجلتها في استوديو ونزلت في الإذاعات ومن ثم غنتها بعد ذلك المطربة نجاة الصغيرة في حفلة ونسبتها لنفسها
بعد أن حصل خلاف بينها وبين سميرة على الأغنية

### بليغ حمدي وميادة الحناوي
أما مع مطربة الجيل ميادة الحناوي فقد قدم لها عشرات الأغاني مع عدد من الشعراء، وكان عطاء العشر سنين الأخيرة لبليغ حمدي موجه حصرياً تقريباً للمطربة ميادة. غنت من كلماته وألحانة «الحب اللي كان» و«أنا بعشقك» الأغنيتين الغنيتين عن التعريف. ومما لحن لها أيضاُ مش عوايدك / فاتت سنة / انا أعمل ايه / سيدي أنا / أول واخر حبيب الاغنية الرائعة وأيضاً أغنية حبينا واتحبينا وأغنية دعوة للحب وقد حظيت بآخر ألحانه [عندي كلام] من كلمات الشاعر السعودي عبد الرحمن الحوتان.

### بليغ حمدي وعزيزة جلال
عزيزة جلال صاحبة الصوت البديع فرضت باحترامها وعدم الابتذال فنها الجميل وانتشر بين فئة محددة من المستمعين الذين يحبون نوع هذه الأغاني التطريبي. حينما ظهرت المطربة المغربية صاحبة الإحساس المرهف عزيزة جلال في نهاية سبعينيات القرن الماضي، وغنت أغنية (ليالي الأنس في فينا)، وهي أشهر الحان الموسيقار فريد الأطرش لصوت شقيقته أسمهان أثبتت حضورا بين أصوات نسائية كان لها حضورها الطاغي، وتاريخها المعروف وسارت في تألقها وأداء أغنيات خاصة بها لعمالقة التلحين آنذاك بليغ حمدي ومحمد الموجي ورياض السنباطي وحققت شهرة خلال فترة قصيرة، ومن الأغنيات التي اشتهرت بها أغنية مستنياك وأغنية حرمت الحب عليه من ألحان الموسيقار بليغ حمدي وشعر عبد الوهاب محمد. وبقيت أغنية مستنياك تتصدر البث في كثير من التلفزيونات العربية آنذاك والإذاعات أيضا ولعذوبة هذه الأغنية كاد الجمهور ينسى (أغنيتها) التي اشتهرت بها (ليالي الأنس) واحتلت المراتب الأولى ضمن قائمة الأغاني المطلوبة، كما باعت شركة عالم الفن أكثر من مليوني نسخة  لأغنية الفنانة عزيزة جلال. فعزيزة جلال تعتبر أشهر من جلست على كرسي الانتظار لغنائها لشعر عبد الوهاب محمد ولحن بليغ حمدي (مستنياك):
- حبيبي مهما سافرت
- مهما بعدت ومهما غبت
- يا روحي ياني قريب مني
- مستنياك ياروحي بشوق كل العشاق
- مستنياك تعبت من الأشواق
- مستنياك وأنا دايبه يا عيني

كذلك لاقت أغنية حرمت الحب عليه نجاحا بلحن جميل وتميز الاداء للفنانة عزيزة جلال.
ومن الأغاني الوطنية التي لحنها بليغ حمدي للفنانة عزيزة جلال بمناسبة عيد العرش المغربي أغننية من كل دقة قلب.

### بليغ حمديوهاني شاكر
كان لبليغ حمدي مع هاني شاكر تعاون مثمر فلحن بليغ لهاني شاكر العديد من الأغاني خلال فترة السبعينيات كما لحن له أغنية في أوائل التسعينيات، ومنها:
- هو اللي اختار
- حلوة وخفة
- عومني في بحر عينيك
- يا عشرة هوني
- خايف عليه
- أه يا سلام لو تعرف
- موال لوعة الفراق
- لما يغني الحب
- عيون حبيبي
- أيام 1993
- زي الورد
- تدوم حياتك
- يا عاشقين
- اتحرك

### بليغ حمديوعلي الحجار
بليغ حمدي هو مكتشف المطرب علي الحجار وقام بتلحين أكثر من أغنية له ومنها أول أغنية لعلي الحجار وهي أغنية (على قد ما حبينا)، ولحن بليغ بالإضافة لها أغاني (طب قولنا لما أنت ناوي ع السفر) و (طاب العنب) من ألبوم علي الحجار الأول بعنوان (على قد ما حبينا)، بالإضافة إلى أغنية (أحبابنا من عشمهم) من ألبوم اعذريني، وأغنية (ما بلاش) من ألبوم (ما تصدقيش) إلى جانب ألحان تتري المقدمة والختام وأغاني الجزء الأول لمسلسل (بوابة الحلواني).

## أعماله مع فنانين أخرين
تعامل بليغ مع المطربة السورية فايزة أحمد حيث قدم لها أغاني (عشان احب) و (ما تحبنيش بالشكل ده) و (حبيبي يا متغرب) وغيرها من الاغاني.
كما تعاون أيضا مع الفنانة السورية اصالة نصرى في إحدى أهم أغنياتها وهي (حلم عميق) وتنبأ لها بأن تكون من أهم المطربات، وقال أنها أم كلثوم هذا الزمن. تعاون بليغ حمدي أيضاً مع المطرب محمد الحلو في (اشكي لمين). ولحن لعفاف راضي (يمكن علي باله) حبيببي) و (هوى يا هو) و (كله في المواني) و (أسماء) و (ردوا السلام) (وكان هذه الأغنية هي أول لحن يقدمه لها بليغ)، هذا بالإضافة إلى أغانيها الأخرى، ومنها (جرحتني عيونه السود) و (تساهيل) و (عشاق الليل) (راح وقالوا راح) و (عطاشى) و (قضينا الليالي). كما لحن أغنية (رغم اختلاف الظروف) للمغنية التونسية نوال غشام وأيضا أغنية (ليالينا) من كلمات سيد مرسي. لحن بليغ ايضاَ (لسه بدرى) لعماد عبد الحليم، ولحن أيضاً للمطرب اللبناني وليد توفيق أغنية (هوا المشاوير)، وللفنانة سمية قيصر (لا ما انتهيت).

### من أعماله أيضا
تتضمن القائمة أدناه مجموعة من أعماله المنفردة أو المحدوده مع مجموعة من الفنانين العرب من مصر، وسوريا، والمغرب، وتونس، والسعودية:
- نعمى المغربية: (عدالة الظلم)، (الحبيب المدلل)
- نادية مصطفى: (الا رؤياك)، (لا دا كتير)، (يا جمال اسكندريه)
- سلمى: (الا إذا حبيت)، (يا مروح بلدى)، (أدى عنوانه وادى مكانه)
- فهد بلان: (بحري الهوي)
- محمد العزبي: (يا بهية خبريني)
- طلال مداح: (يا قمرنا)
- محمد عبده: (ياليله)
- شهر زاد: (زي يا حلو يا اسمر) / (عسل وسكر)
- أحمد عدوية: بعض الاغاني اشهرها (ياختي اسملتين)، (بنج بنج)
- سوزان عطية: (تتاقل بالمال)
- هدي سلطان (غدر الزمن) (عزالك علموك)
- فايدة كامل: (الغيرة) (لية لا) (ليه فاتني) (صدفة)
- محرم فؤاد: (سلامات)، (معرفتش تحبني)، (متي اشوفك)، (غزال اسكندراني)
- لطيفة: (مسا الجمال)، (عواف يا هوي)، (حضرة صاحب)، (مابنامش الليل)
- الفنانة الراحلة ذكرى وهي: (يا وابور يا مروح بلدي)، وقد كان يعتبرها أخر اكتشافاته الفنية.
- كما قام بتلحين ابتهالات «مولاي» النقشبندي
- نهاد طربيه: (حبيبي)

## الأوبريتات الاستعراضية
اهتم بليغ حمدي خلال مشواره بالمسرح الغنائي وقدم عدة مسرحيات غنائية وأوبرتات استعراضية أهمها (مهر العروسة / تمر حنة / ياسين ولدي).

## اتجاهه للفلكلور المصري
تعاون بليغ حمدي مع الثنائي محمد رشدي وعبد الرحمن الأبنودي في مطلع الستينات فقدم الفلكلور المصري بكافة أنواعه وأرتامه وجمله الشجية فقدموا معاً عدداً من الأغنيات منها (عدوية / بلديات / وسع للنور) كما قدم لمحمد رشدي من كلمات آخرين (ميتى أشوفك / على الرملة / مغرم صبابة / طاير يا هوى).

## أعمال بليغ حمدي في السينما والمسرح والتلفزيون
وضع الموسيقى التصويرية لكثير من الأفلام والمسرحيات والمسلسلات التليفزيونية والإذاعية نذكر من الأفلام (إحنا بتوع الأتوبيس / شيء من الخوف / أبناء الصمت / العمر لحظة / مسافر بلا طريق / آه يا ليل يا زمن / أضواء المدينة)، ومن المسرحيات (ريا وسكينة / زقاق المدق / تمر حنه) ومن المسلسلات (أفواه وأرانب / بوابة الحلواني) والأخير هو آخر ما لحن بليغ في حياته وهذا اللحن هو أكثر ما ساعد على نجاح المسلسل وسبب شهرته وشعبيته.

### أغاني مسرحية (تمر حنه)
جميع أغاني هذه المسرحيه من كلمات عبد الرحيم منصور، وألحان بليغ حمدي
- الدار المهجور
- حكايا الغريب
- الغريب
- يا عيني ع الغريب
- يا غريب
- لا ملاما
- حلمت
- سامحيني
- رمينا الهموم
- زمان
- سلام ع الحلوين
- بحر الهوي
- حبيبي
- يا للي عيونك
- اسمعني يا قمر

## علاقته بمصر
عرف عن بليغ حمدي حبه الشديد لمصر، ويعد من أكثر الموسيقيين تلحيناً لمصر وفي حب مصر كما كتب وغنى بعضها بنفسه منها (عدى النهار) وهي التي قام بها بعد حرب 67 وأصبحت أغنية عدى النهار رمزاً لمرحلة النكسة كما أصبحت أغنية (على الربابة بغني) للفنانة وردة الجزائرية هي رمز لحرب أكتوبر المجيدة ومرحلة العبور.../البندقية اتكلمت/لو عديت/عبرنا الهزيمة/فدائي/بسم الله/عاش اللي قال) لكن أشهر أغانيه الوطنية على الإطلاق هي أغنية (يا حبيبتي يا مصر) للفنانة شادية.
وقد كتب بليغ بعض أغانيه تحت اسم مستعار هو (ابن النيل)، ويذكر المهتمون بسيرة بليغ حمدي أنه وفي أثناء حرب أكتوبر 1973 ذهب وزوجته في ذلك الوقت الفنانة وردة الجزائرية لمبنى الإذاعة والتلفزيون ومنع من دخول المبني نظراً لظروف الحرب إذ لم يكن مسموحاً دخول مبنى الإذاعة لغير العاملين فيه، فما كان من بليغ إلا أن يطلب صديقه الإذاعي وجدي الحكيم قائلاً له: (حعملك محضر في القسم يا وجدي عشان مش عاوز تخليني أدخل أعمل أغنية لبلدي) وكان بليغ يتكلم بمنتهي الجدية فضحك الجميع وتم السماح لبليغ بالدخول، ولكن بعد كتب بليغ حمدي تعهداً على نفسه بتحمل أجور جميع الموسيقيين بحجة عدم وجود ميزانية لتسجيل أغاني النصر، وتم تسجيل أغنيتي (على الربابة بغني) و (بسم الله).

## حياته
عرف عن بليغ حمدي نسيانه الدائم، حسه المرهف، طيبته الشديدة، وقد عرف عنه غزارة إنتاجه الفني، كما وعرف عنه أن لم يقم وزناً للمال ولا للوقت، يشبهه النقاد في حياته البوهيميه بموسيقار الشعب سيد درويش.

## اتهام بليغ بقضيةسميرة مليان
رحل بليغ حمدي عن مصر بعد اتهامه بحادث انتحار الفنانة المغربية الصاعدة سميرة مليان عام 1984، ووقعت هذه الحادثة في منزله، الذي يعتبر بمثابة ملتقى أهل الفن الكبار منهم والصغار، بعد أن ترك المدعوين في منزله وذهب للنوم، حيث لقت حتفها أثر سقوطها من شرفة شقته. تمت تبرئة بليغ لاحقاً من هذه القضية عام 1989م بعد أن أثيرت ضده خلال هذه الفترة الكثير من الاتهامات والشائعات، ونال منه المرض والتعب خلال فترة الغربة التي قضاها متنقلاً ما بين باريس ولندن ودول أخرى.

## وفاته
توفي بليغ في 12 سبتمبر 1993 عن عمر يناهز 62 عامًا بعد صراع طويل مع مرض الكبد، ونعته الأهرام في صبيحة اليوم التالي بقولها (مات ملك الموسيقى)، وأعلنت وزاره المالية المصرية أنها بصدد طبع عملة تذكاريه باسمه إلا أن ذلك لم يحدث حتى اللحظة، ولم ينل بليغ من التكريم في حياته أو بعد مماته ما يوازي كونه من أفضل من أنجبت الموسيقى العربية.

## فيلم بليغ لحن الشجن
بليغ لحن الشجن هو اسم فيلم تسجيلي أنتج عام 2007 ، الفيلم من تأليف وإخراج وإنتاج أشرف خليل يغلب عليه الطابع الوثائقي، باستثناء جزء يسير يتخذ المنحى الروائي، وشاهده النقاد والصحافيون في عرض خاص. ويستهل الفيلم بمشهد لفتاة تسير وسط ازدحام القاهرة من دون ان يمنعها ذلك من الاستماع إلى موسيقى اجنبية عبر مسجل موصول بسماعتين تضعهما في اذنيها، ثم تدخل متجرا لبيع الاشرطة الموسيقية طالبة شريطا لمغنية اجنبية، لكن البائع العجوز يسمعها خطأ أغنية «الف ليلة وليلة» لام كلثوم التي تترك ارتياحا لديها، وحين يعتذر منها تبادره بابتسامة وتطلب منه الا يوقف الاغنية، وهنا، يشرع البائع في الحديث عن الاغنية وملحنها بليغ حمدي (1932-1993)، فتبدأ رحلة بحث الفتاة عن الملحن وتشتري كتابا عن حياته وندخل معها عالم الموسيقار المتميز.
وتطرق المخرج إلى شخصية بليغ حمدي «من خلال شخصيات لها علاقة مباشرة به مثل مرسي سعد الدين شقيقه الأكبر وابن شقيقه هيثم الذي لازمه في ايامه الاخيرة والملحنين حلمي بكر ومحمد نوح» وعدد أخر من الفنانين والموسيقيين الذين عملوا معه أو عرفوه في تلك الفترة.

## ألقاب عرف بها
وصفه الشاعر كامل الشناوي بأنه أمل مصر في الموسيقى وكان دائماً يقول أن بليغ حمدي طالب حقوق فاشل ولكنه أمل مصر في الموسيقى، ولقب أيضاً بسيد درويش العصر وكان لقبه الأشهر (ملك الموسيقى) و (بلبل) وهو لقب كان يعرف به بين معارفه، ومحبيه من الوسط الفني وخارجه. كتب بليغ حمدي بعض أغانيه وبعض مقدماتها تحت اسم مستعار مسجل هو (ابن النيل).

## وصلات خارجية
- بليغ حمدي على موقع IMDb (الإنجليزية)
- بليغ حمدي على موقع الدهليز
- بليغ حمدي على موقع قاعدة بيانات الأفلام العربية
- بليغ حمدي على موقع ميوزك برينز (الإنجليزية)
- بليغ حمدي على موقع أول ميوزيك (الإنجليزية)
- بليغ حمدي على موقع ديسكوغز (الإنجليزية)
- بليغ حمدي على موقع ديسكوغز (الإنجليزية)
- بليغ حمدي على موقع كينوبويسك (الروسية)